# Niyazi Serdar Sarıçiftçi
Niyazi Serdar Sarıçiftçi (* 19. März 1961 in Konya, Türkei) ist türkisch-österreichischer Physiker. Er ist Professor für Physikalische Chemie an der Johannes Kepler Universität (JKU) Linz. Dort leitet er das Institut für Physikalische Chemie sowie das Institut für Organische Solarzellen (LIOS).

## Leben
Niyazi Serdar Sarıçiftçi absolvierte das österreichische St. Georgs-Kolleg in Istanbul. Daneben studierte er klassisches Piano am Musikkonservatorium in Istanbul (1970–1980).
Danach begann er sein Physikstudium an der Universität Wien (1980–1989). Nach der Erlangung der Doktorwürde (1989) forschte er am 2. Physikalischen Institut der Universität Stuttgart, Deutschland (1989–1992). 1992 erhielt er die akademische Lehrbefugnis (Venia Docendi) von der Central Interuniversitary Commission (YÖK) in Ankara, Türkei. Anschließend ging er zum Institute for Polymers & Organic Solids an der University of California, Santa Barbara, USA, wo er über vier Jahre tätig war und gemeinsam mit Alan J. Heeger (Nobelpreis für Chemie, 2000) die polymeren, organischen Solarzellen entdeckt und untersucht hat (1992–1996). Im April 1996 hat er die Berufung zum Lehrstuhl für physikalische Chemie an der Johannes Kepler Universität Linz angenommen.
Seit 1996 lehrt er als ordentlicher Professor an der JKU und ist Vorstand des Institutes für Physikalische Chemie. Im Jahre 2000 wurde er zum Gründungsvorstand des Linzer Institutes für organische Solarzellen (LIOS) an der JKU ernannt. Zwischen 2003 und 2009 wurde er in den Gemeinderat der Landeshauptstadt Linz gewählt (SPÖ Fraktion). Weiters ist Sarıçiftçi ein Gründungsmitglied des Linzer Kreises. Er ist ebenfalls Mitglied verschiedener Vereine und Gesellschaften: Fellow of the Royal Society of Chemistry (FRSC), American Chemical Society (ACS), Materials Research Society (MRS), Österreichische Physikalische Gesellschaft (ÖPG), Gesellschaft Österreichischer Chemiker (GÖCH) und Fellow of SPIE. 2014 wurde er zum korrespondierenden Mitglied der Österreichischen Akademie der Wissenschaften (ÖAW) gewählt.

## Arbeits- und Forschungsschwerpunkte
Sarıçiftçi ist auf dem Gebiet der organischen Halbleiter und deren Anwendungen spezialisiert. Insbesondere ist er im Gebiet der organischen Solarzellen tätig. Chemische Energiespeicherung der Solarenergie mit Hilfe von CO2-Recycling wird in seiner Forschung zunehmend wichtiger. Zu seinen Forschungsbereichen gehören weiters die chemische Physik, Photo- und Elektrochemie.

## Preise
- 2020: Selçuk Yaşar Preis der Wissenschaft in der Türkei[3]
- 2015: TÜBA Preis der Türkischen Akademie der Wissenschaften[4]
- 2014: Korrespondierendes Mitglied der Österreichischen Akademie der Wissenschaften ÖAW[5]
- 2012: Wittgenstein-Preis
- 2012: Ehrendoktorat verliehen von der Universität Bukarest in Rumänien
- 2011: Ehrendoktorat verliehen von der Åbo Akademi in Finnland
- 2010: Kardinal-Innitzer-Preis
- 2010: Humanitätsmedaille der Stadt Linz
- 2008: Österreicher des Jahres, Kategorie Forschung (ORF und Die Presse)
- 2006: Turkish National Science Prize (TÜBITAK Bilim Ödülü)
- 2003: ENERGY GLOBE Oberösterreich gesponsert von den OÖN
- 2001: Grünpreis gesponsert von den „Grünen Oberösterreich“

## Ausgewählte Publikationen
Sarıçiftçi hat über 640 Publikationen in wissenschaftlichen Zeitschriften publiziert. Er ist einer der meistzitierten Wissenschaftler in seinem Gebiet mit über 85.000 Zitationen. In einem weltweiten Ranking der besten Materialwissenschaftler wurde Sarıçiftçi als 14. eingereiht.
- Heeger, Alan; Sarıçiftçi, Niyazi Serdar; Namdas, Ebinazar (2010) Semiconducting and metallic Polymers.; Oxford: Oxford University Press.
- Gunes, S.; Neugebauer, H.; Sarıçiftçi, N. S. (2007) Conjugated polymer-based organic solar cells. Chemical Reviews, Bd. 107, S. 1324.
- Brabec, C. J.; Sariciftci, N. S.; Hummelen, J. C. (2001) Plastic solar cells. Advanced Functional Materials, Bd. 11 (1), S. 15–26.
- Shaheen, S. E.; Brabec, C. J.; Sarıçiftçi, N. S. et al. (2001) 2.5% efficient organic plastic solar cells. Applied Physics Letters, Bd. 78, S. 841.
- Sarıçiftçi, N. S.; Smilowitz, L.; Heeger, A. J.; Wudl, F. (1992) Photoinduced Electron Transfer from a Conducting Polymer to Buckminsterfullerene. Science, Bd. 258, S. 1474.